# ASSI Brindisi 1968-1969
L'ASSI Brindisi 1968-1969, prende parte al campionato italiano di Serie B, girone B a 12 squadre. Chiude la stagione regolare all'ultimo posto con 3V e 19P, 1122 punti fatti e 1437 punti subiti e retrocede in Serie C.

## Storia e Roster

Assi Brindisi 1968-69

L'ASSI Brindisi affronta per la prima volta la Serie B, secondo livello della pallacanestro nazionale.
Della formazione promossa in Serie B, non fanno più parte Corbo passato alla Libertas Foggia, Carulli all'Enel Bari e Crovato tornato a giocare in Veneto per poi qualche anno dopo intraprendere la carriera di allenatore e poi di giornalista. I rinforzi sono Pellecchia dalla Libertas Brindisi, Traversa dalla Pallacanestro Bari, Maghelli dal Basket Brindisi e due slavi Lakovic e Ursic che delusero molto le aspettative. Durante la stagione poi, per vari infortuni e squalifiche che falcidiarono la squadra, esordirono molti juniores, tra cui Silvani, De Gennaro, Antonazzo, Tortora, Fazzina, La Neve.
Partecipa per la prima volta alla Coppa Italia, dove viene eliminata al 2º turno dall'Enel Bari.
Miglior marcatore della stagione è Arigliano con 275 p. in 21 partite, seguito da Felline con 142 p. e da Marra e Cozzoli con 132 p., conclude la stagione ai tiri liberi con il 51% (244/480).
| ASSI Brindisi 1968/1969 | ASSI Brindisi 1968/1969 |
| Giocatori               | Staff tecnico           |
| ----------------------- | ----------------------- |

| N. | Naz.              | Ruolo | Nome                 | Anno | Alt. | Peso |  |
| -- | ----------------- | ----- | -------------------- | ---- | ---- | ---- |  |
|    | Italia (bandiera) |       | Lakovic              |      |      |      |  |
|    | Italia (bandiera) |       | Elio Maghelli        | 1946 |      |      |  |
|    | Italia (bandiera) |       | Domenico Cianciaruso | 1945 |      |      |  |
|    | Italia (bandiera) |       | Luigi Pellecchia     | 1949 |      |      |  |
|    | Italia (bandiera) |       | Giancarlo Felline    |      |      |      |  |
|    | Italia (bandiera) |       | Domenico Traversa    |      |      |      |  |
|    | Italia (bandiera) |       | Teodoro Arigliano    | 1948 |      |      |  |
|    | Italia (bandiera) |       | Franco Cozzoli       | 1947 |      |      |  |
|    | Italia (bandiera) |       | Roberto Perugino ()  | 1941 |      |      |  |
|    | Italia (bandiera) |       | Cosimo Marra         | 1946 |      |      |  |

| Allenatore                       |
| - Francesco Altomare             |
| Assistente/i                     |
| - Nessuno Legenda - (C) Capitano |

## Risultati

### Stagione regolare
| Arbitri: | Zambelli (Milano) Solenghi (Milano) |

|                                          |       |                                       |
| Cianciaruso 10, Arigliano 10, Traversa 9 | Punti | Talamas 15, Napolitano 12, Simeone 11 |

| Arbitri: | Brunelli (Vicenza) Giorgetti (Padova) |

|                                      |       |                         |
| Borghetti 14, Rigucci 14, Velluti 12 | Punti | Arigliano 11, Cozzoli 7 |

| Arbitri: | Miniussi (Trieste) De Luca (Udine) |

|                                     |       |                                      |
| Nenci 29, Mannari 15, Montermini 12 | Punti | Cozzoli 17, Cianciaruso 8, Felline 8 |

| Arbitro: | Burcovich (Venezia) |

|                                          |       |                               |
| Arigliano 15, Cozzoli 13, Cianciaruso 12 | Punti | Balducci 23, Vento 12, Lesa 8 |

| Arbitri: | Bardelli (Milano) Sidoli (Milano) |

|                        |       |                                           |
| Guidi 22, Bertucci 12, | Punti | Arigliano 10, Cianciaruso 8, Pellecchia 8 |

| Arbitri: | Ugatti C. (Salerno) Ugatti V. (Salerno) |

|                                       |       |                                  |
| Arigliano 10, Perugino 10, Lakovic 10 | Punti | Cempini 12, Rodà 12, Schergat 10 |

| Arbitri: | Gussinati (Messina) Pluchino (Ragusa) |

|                                     |       |                                 |
| Saglieni 12, Simeoni 12, Marcone 12 | Punti | Arigliano 8, Marra 8, Lakovic 6 |

| Arbitri: | Fiorito (Roma) Martolini (Roma) |

|                                          |       |                                      |
| Cozzoli 15, Arigliano 10, Cianciaruso 10 | Punti | Calderari 17, G. Giuri 15, Panessa 8 |

| Arbitri: | Brunelli (Trieste) Pettarin (Trieste) |

|                                     |       |                                        |
| Caroli 18, Gualtieri 13, Chirico 10 | Punti | Arigliano 12, Felline 8, Cianciaruso 6 |

| Arbitri: | Izzo (Roma) Bonini (Roma) |

|                                         |       |                                          |
| Arigliano 15, Cozzoli 13, Cianciaruso 7 | Punti | Giampieri 16, Sardagna 15, Iardinelli 10 |

| Arbitri: | Trevisani (Milano) Borgia (Milano) |

|                                       |       |                                        |
| De Simone 21, Testoni 10, Nigrisoli 7 | Punti | Arigliano 18, Felline 8, Cianciaruso 7 |

| Arbitri: | Izzo (Roma) Massese (Formia) |

|                                        |       |                                       |
| De Simone 22, Napolitano 16, D'Anna 13 | Punti | Marra 21, Arigliano 10, Pellecchia 10 |

| Arbitri: | Lombardi (Cosenza) Longo (Napoli) |

|                                     |       |                                  |
| Arigliano 17, Cozzoli 9, Perugino 8 | Punti | Rigucci 16, Sabatini 11, Pulin 8 |

| Arbitri: | Picone (Avellino) Melillo (Avellino) |

|                                    |       |                                     |
| Arigliano 19, Felline 14, Marra 12 | Punti | Derisi 12, Campanile 8, Tagarelli 8 |

| Arbitri: | Cagnazzo (Roma) Filippone (Roma) |

|                                   |       |                                      |
| Balducci 25, Blasone 14, Vento 12 | Punti | Marra 18, Perugino 16, Pellecchia 15 |

| Arbitri: | Fantini (Reggio Emilia) Soavi (Bologna) |

|                                      |       |                                     |
| Felline 21, Cozzoli 10, Arigliano 10 | Punti | Castro 13, Bertucci 13, Tonietti 10 |

| Arbitri: | Bardelli (Milano) Colonnetti (Milano) |

|                                     |       |                                     |
| Pessina 17, Mazzanti 14, Formenti 9 | Punti | Felline 17, Arigliano 12, Cozzoli 6 |

| Arbitri: | Coglitore (Messina) Bottari (Messina) |

|                                         |       |                                   |
| Arigliano 27, Pellecchia 12, Felline 11 | Punti | Volpini 18, Simeoni 9, Saglieni 8 |

| Arbitri: | Ugatti (Salerno) Longo (Napoli) |

|                                        |       |                                     |
| Calderari 31, Labate 12, Rutigliano 12 | Punti | Felline 20, Arigliano 8, Perugino 6 |

| Arbitri: | Izzo (Roma) Bonini (Roma) |

|                                    |       |                                 |
| Arigliano 20, Marra 17, Traversa 5 | Punti | Paoli 30, Natali 16, Chirico 16 |

| Arbitri: | De Luca (Udine) Miniussi (Trieste) |

|                                            |       |                                        |
| Giampieri 16, Sardagna 16, Belardinelli 14 | Punti | Lakovic 13, De Gennaro 12, Antonazzo 7 |

| Arbitri: | Degli Esposti (Bologna) Zanelli (Imola) |

|                                        |       |                                       |
| Arigliano 22, Antonazzo 11, Cozzoli 10 | Punti | De Simone 20, Fidanza 16, Ippoliti 13 |

### Coppa Italia
| Arbitri: | Costa E. (Taranto) Costa V. (Taranto) |

|                                  |       |                                    |
| Matera 15, Palumbo 10, Fanelli 9 | Punti | Traversa 15, Perugino 7, Felline 5 |